# Chardonnay
|  | Per a altres significats, vegeu «Chardonnay (Saona i Loira)». |

El chardonnay és una varietat de cep blanca. El raïm és menut i el gra és petit, esfèric, de pell groga i fina que el fa fràgil. La brotada i maduració primerenca resultant sensible a les gelades. S'adapta bé a diferents tipus de sòls que no siguin humits.
És possible que la varietat hagi sorgit d'un creuament antic amb el pinot noir. De fet també es coneix com a pinot blanc i a Austràlia com pinot chardonnay.
A diferència d'altres varietats viníferes, té una tendència a la mutació produint uns vins amb característiques variables segons cada regió vitícola. Típicament el vi varietal de raïm chardonnay és de color blanc de palla, sec, amb cos, fruitós i elevada acidesa. Pot envellir en fusta adquirint una aroma característica de mantega i avellana. És la varietat principal utilitzada en l'elaboració del xampany i altres vins escumosos francesos.
El chardonnay és originari de la regió francesa de la Borgonya i pren el nom del poble francès de Chardonnay (Saona i Loira). És una varietat que s'ha estès a les principals regions vitícoles anomenades del nou món: Austràlia, Nova Zelanda, Sud-àfrica, Argentina, Xile i Califòrnia; a més d'Itàlia i Espanya. El vi de chardonnay és força apreciat sobretot als Estats Units.
És una varietat introduïda recentment a Catalunya, Mallorca i València, on s'ha adaptat perfectament i s'utilitza com a varietat millorant en els cupatges de vins blancs amb varietats tradicionals. El chardonnay és una de les varietats autoritzades a la majoria de les denominacions d'origen d'aquestes regions vitivinícoles, inclosa la DO Cava encara que com a varietat secundària.